# 아다치 겐조

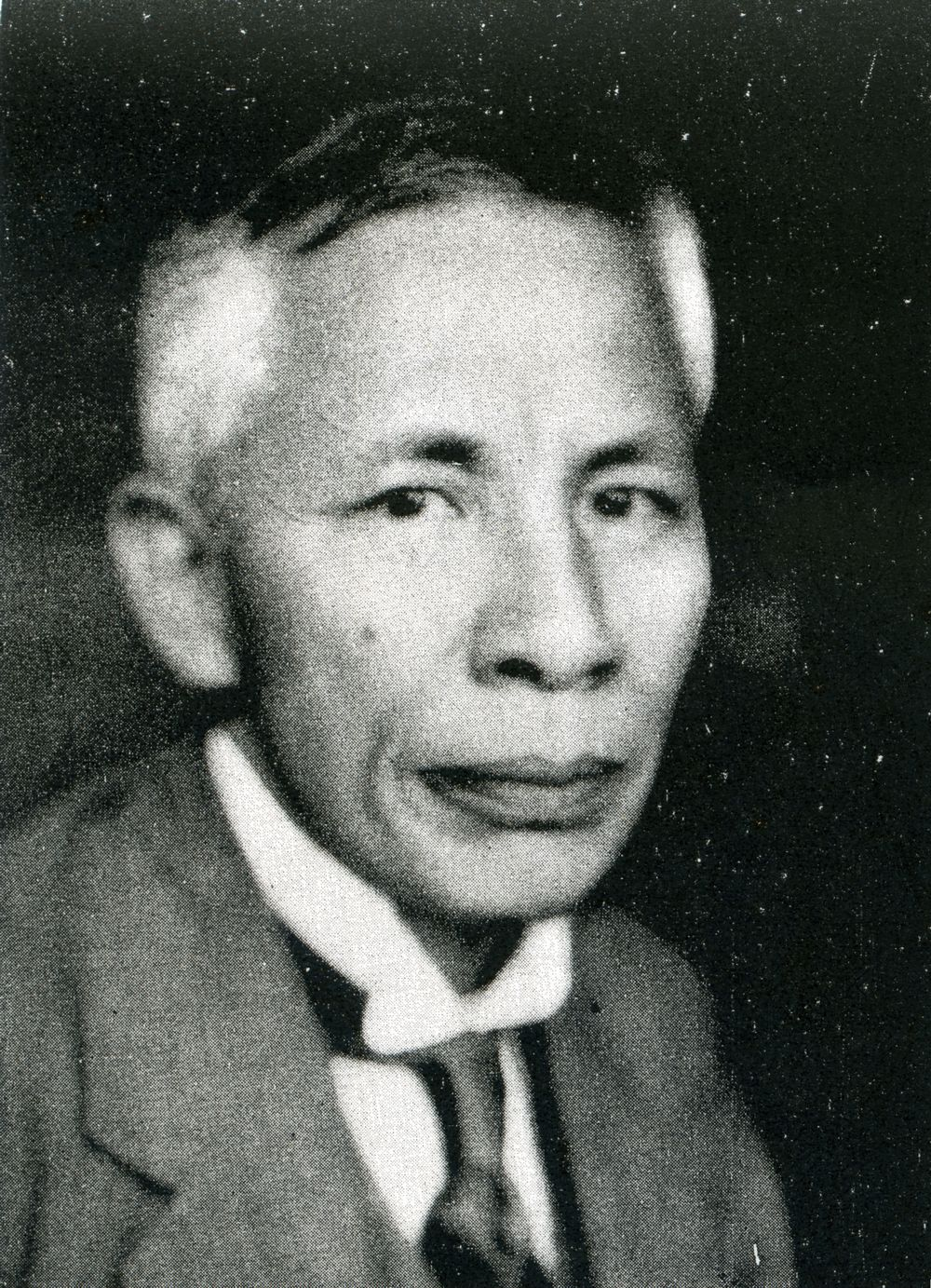
아다치 겐조

아다치 겐조(일본어: 安達 謙蔵, 1864년 12월 20일 ~ 1948년 8월 2일)는 일본의 정치인이다. 가토 다카아키 내각·제1차 와카쓰키 내각의 체신대신, 하마구치 내각의 내무대신을 지냈다. 조선에서 한성신보 사장으로 있을 시절 을미사변에 가담하였다.

## 초기 내력과 조선에서의 활동
구마모토번 무사의 아들로 태어나, 삿사 도모후사(佐々友房, 1854년 ~ 1906년)가 구마모토현에 설립한 학교 "済々黌" (지금의 "熊本県立済々黌高等学校")에서 교육 받았다.

## 을미사변 관련
후에 조선에 건너가 1894년 조선시보(朝鮮時報), 한성신보를 발행하였으며, 사장 겸 신문기자로 청일 전쟁에 참전하기도 하였다. 주한 공사 미우라 고로와 명성황후 살해 계획을 계획했으며, 1895년 낭인들을 동원해 명성황후 시해 사건을 일으켰다. 사후에 중심 인물로 투옥되었으나, 아다치를 포함한 가해자들은 모두 증거 불충분으로 석방되었다.

## 일본 정계에서의 활동
아다치는 구마모토로 돌아온 후, 삿사 도모후사와 함께 구마모토 국권당 (熊本国権党) 을 결성하였다. 1902년 일본 중의원 선거에서 첫 당선되었으며, 이후 줄곧 당선돼 14선 중의원 의원을 지냈다. 1914년 오쿠마 시게노부 내각의 총선거에서 여당 입헌동지회 (立憲同志会, 후의 입헌민정당 (立憲民政党)의 선거장을 맡아 대승을 거두었고, 도쿠토미 소호 (徳富蘇峰) 로부터 선거의 신이라는 평을 받았다.
가토 다카아키 내각에서 체신대신, 하마구치 내각에서 내무대신을 역임했으며, 강경파로서 군부에 동조적인 태도를 보이면서 정우회 (政友会) 와의 협력 내각 성립을 꾀하기도 하였다. 와카쓰키 내각 총사직 후 민정당을 떠나, 1932년 우익 정치인 나카노 세이고 (中野正剛)와 함께 국민 동맹 (国民同盟) 을 결성하였으며, 1940년 이후에는 고노에 후미마로가 이끄는 대정익찬회 (大政翼賛会) 에 참여하였다.

## 같이 보기
- 고이즈미 마타지로 (小泉又次郎, 내각총리대신 준이치로의 조부)
- 와카쓰키 레이지로
- 하마구치 오사치
- 나카노 세이고 (中野正剛)
- 대륙 낭인
- 나가이 류타로